# Rivière Rouge (vattendrag i Kanada, Québec, lat 45,98, long -73,48)
Rivière Rouge är ett vattendrag i Kanada.   Det ligger i provinsen Québec, i den sydöstra delen av landet, 180 km öster om huvudstaden Ottawa.
Trakten runt Rivière Rouge består till största delen av jordbruksmark. Runt Rivière Rouge är det ganska tätbefolkat, med 93 invånare per kvadratkilometer.